# Luis Maria de Borbón y Vallabriga
Luis María de Borbón y Vallabriga (Cadalso de los Vidrios, 22 mei 1777 – Madrid, 19 maart 1823) was een Spaans rooms-katholiek geestelijke, aartsbisschop van Toledo en kardinaal. Van 1794 tot 1803 voerde hij daarnaast door erfopvolging ook de titel graaf van Chinon.
Luis María was een zoon van infant Luis de Borbón y Farnesio en een kleinzoon van koning Filips V van Spanje. Zijn vader overleed toen hij 8 jaar oud was. Hij kreeg zijn opvoeding in Toledo. Op 13 maart 1799 werd hij tot priester gewijd en twee dagen later werd hij al verheven tot aartsbisschop van Sevilla. De patriarch van West-Indië, kardinaal Antonio Sentmanat y Castellá, wijdde hem op 2 juni van dat jaar tot bisschop en een jaar later benoemde paus Pius VII hem tot kardinaal-priester. De Santa Maria della Scala werd zijn titelkerk. Op 22 december 1800 werd hij benoemd tot aartsbisschop van Toledo. Tot 1814 bleef hij daarnaast apostolisch administrator van het aartsbisdom Sevilla.
Tijdens de Spaanse Onafhankelijkheidsoorlog (1808-1814) was hij het enige lid van de koninklijke familie dat in Spanje bleef. Hij werd president van het regentschap Cádiz en sanctioneerde in 1812 de decreten van de Cortes van Cádiz. In 1814 ontving hij de uit ballingschap terugkerende koning Ferdinand VII in Valencia. Hij viel echter al snel in ongenade, werd verbannen naar zijn bisdom en beroofd van zijn inkomsten uit het aartsbisdom Toledo. Op 19 december 1814 trad hij terug als aartsbisschop.
Na de revolutie van maart 1820 maakte de koning hem president van de Spaanse regeringsjunta en nadat er een constitutionele regering was gevormd werd hij staatsraad. Op 19 maart 1823 overleed hij echter op 46-jarige leeftijd. Hij werd bijgezet in de kathedraal van Toledo.

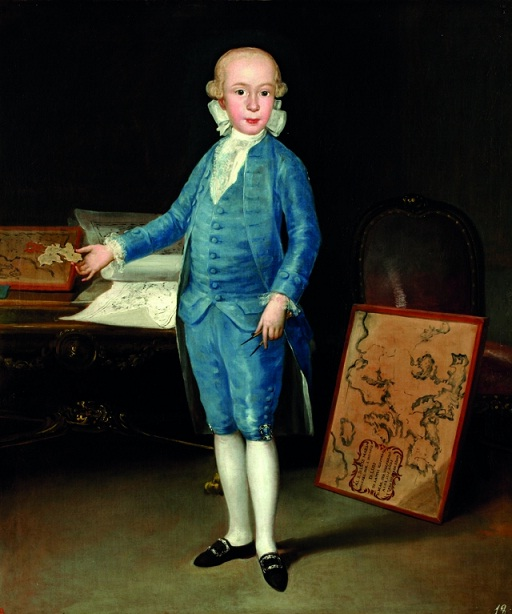
Luis María als kind (Francisco Goya)
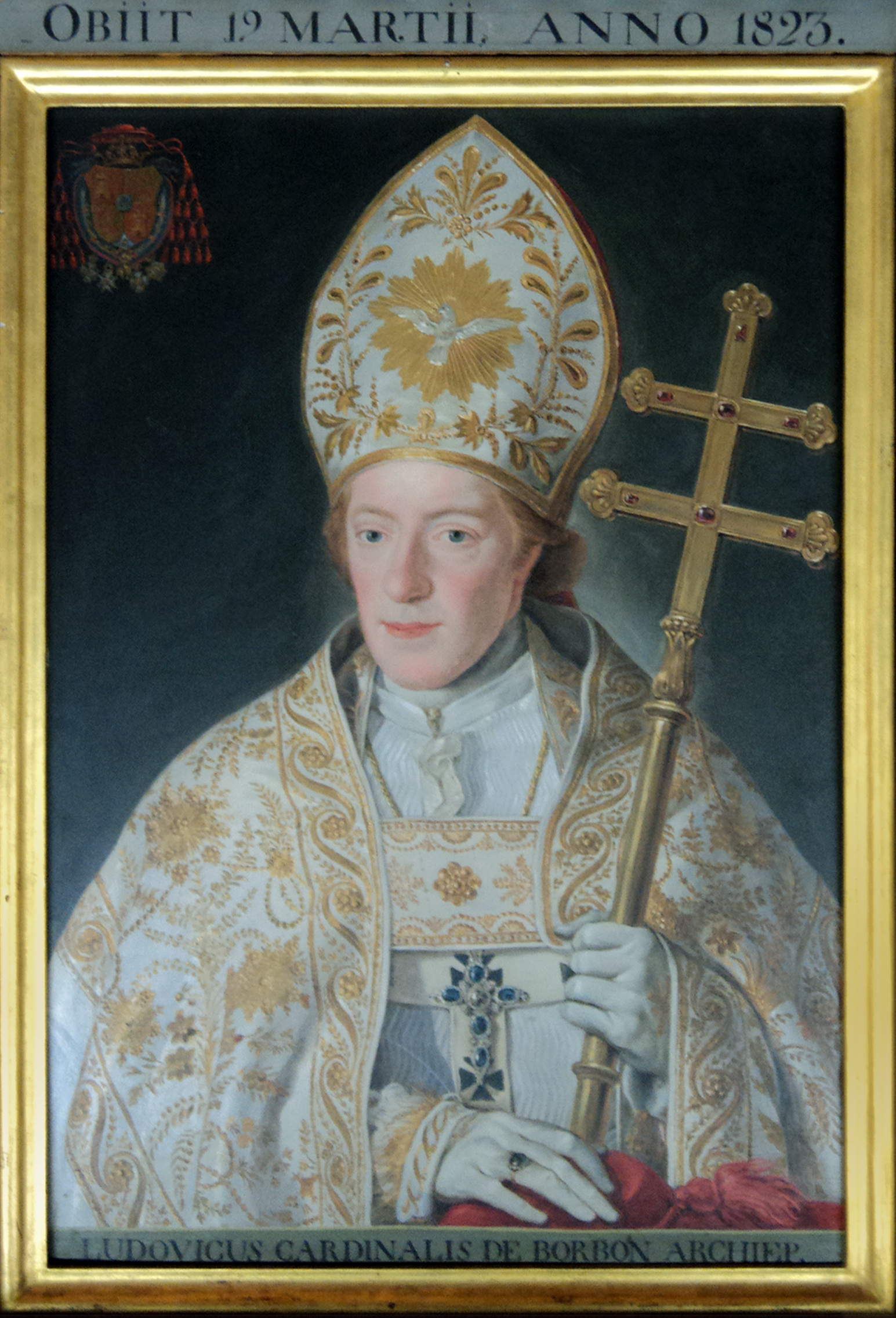
kardinaal-aartsbisschop Luis María de Borbón y Vallábriga